# Darbandgrot
De Darbandgrot is een vroegpaleolithische vindplaats in de provincie Gilan in het noorden van Iran, gelegen aan de noordkant van een diepe zijrivier van de rivier Siahrud, een zijrivier van de Sefīd-Rūd die uitmondt in de Kaspische Zee.
De grot bevat bewijsmateriaal voor de vroegste menselijke aanwezigheid tijdens het vroegpaleolithicum in Iran. Stenen werktuigen en dierlijke fossielen werden ontdekt door een groep Iraanse archeologen van het Centrum voor Paleolithisch Onderzoek van het Nationaal Museum van Iran en de ICHTO (Iran Cultural Heritage, Handcraft and Tourism Organization) van Gilan. De plek dateert uit het late Midden-Pleistoceen.
De aanwezigheid van grote aantallen resten van holenberen en bruine beren, en gering aantal artefacten op de plek duiden erop dat Darband in de eerste plaats een berenhol was. Het naast elkaar voorkomen van artefacten en resten van beren impliceert geen jacht of eten van aas door mensen. Omdat er geen duidelijke snijtekens zijn, en slechts een paar tekens van verbranding op de berenbotten, zijn deze waarschijnlijk door natuurlijke processen op de plek beland.
Een meer dan 200.000 jaar oud stenen werktuig van deze plek was in 2018 te zien in de tijdelijke tentoonstelling "Iran: bakermat van de beschaving" in het Drents Museum.

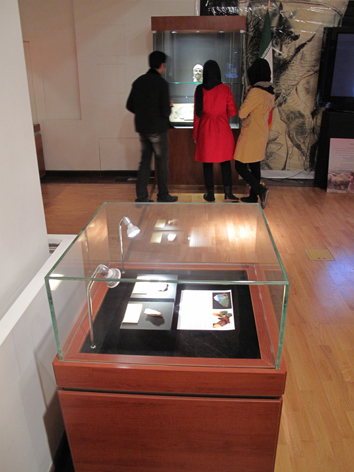
Tentoonstelling over de Darbandgrot in 2013 in het Nationaal museum van Iran.